# Legio XI Claudia
La Legio XI Claudia (Undécima legión «Claudia») fue una legión romana, reclutada por Julio César para invadir la Galia en el año 58 a. C. La otra fue la XII. Existió, al menos, hasta principios del siglo V, guardando el Danubio inferior en Durostorum (moderna Silistra, Bulgaria). No está documentado el emblema de esta legión; pudo haber sido, como todo el resto de las legiones de César, la loba Luperca.

## Historia

### La Legio XI cesariana
Las legiones XI y XII fueron reclutadas por César para su campaña contra los helvecios en el año 58 a. C. La legión luchó en la Batalla del Sabis y probablemente en la Batalla de Alesia también. Durante la guerra civil, la legión Undécima luchó por César en la Batalla de Dirraquio y en Farsalia. La legión se disolvió en el año 45 a. C. y sus veteranos obtuvieron tierras en Bojano, que recibió el nombre de Bovianum Undecumanorum, «Bovianum de los miembros de la undécima».

### Principado de Augusto
La Undécima fue reconstruida en el año 42 a. C., por Octaviano para luchar en la guerra civil contra los asesinos de César. La Undécima luchó en la batalla de Filipos y fue entonces devuelta a Italia para aplastar una revuelta en Perugia. Probablemente estuvo involucrada en la lucha contra Sexto Pompeyo que había tomado Sicilia.
En el año 32 a. C., la Undécima luchó por Octaviano contra Marco Antonio en la guerra civil que acabó con la Batalla de Accio y la victoria de Octaviano.
La Undécima fue enviada a los Balcanes, pero después de una gran derrota en la batalla del bosque de Teutoburgo en 9, Augusto redistribuyó las legiones de la frontera septentrional, enviando a la Undécima a Burnum, Dalmacia (moderna Kistanje), junto con la Séptima.

### SigloI
En 42, el gobernador de Dalmacia, Lucio Arruncio Camilo Escriboniano, se alzó contra el emperador Claudio. La Undécima y la Séptima se pusieron del lado del emperador, y aplastaron la rebelión de Escriboniano. Claudio premió a cada una de estas dos legiones leales con el título de Claudia Pia Fidelis.
En el Año de los cuatro emperadores en 69, la XI, la VII, que había sido trasladada desde Burnum en 58, y la XIV Gemina se pusieron de parte de Otón. Una vexillatio de la Undécima se puso en marcha para intervenir en la batalla de Cremona entre Otón y su oponente Vitelio, pero llegó tarde al campo de batalla, y fue devuelta a Dalmacia por el victorioso Vitelio. Cuando el comandante del ejército oriental, Vespasiano, reclamó la púrpura, la Undécima se puso de su parte, combatiendo en la Segunda batalla de Bedriacum, que marcó el comienzo del gobierno del emperador Vespasiano.
Al año siguiente, en 70, la XI Claudia fue dirigida por Cerial a reprimir la rebelión de los bátavos; después de sofocada esa rebelión, la XI Claudia fue trasladada a Vindonissa, en la provincia de Germania Superior, para reemplazar a la XXI Rapax, mientras que la IIII Flavia Felix marchó a Burnum.
A finales del siglo I, la legión XI Claudia luchó en la orilla oriental del Rin en 73/74; también intervino en la campaña de Domiciano contra los Chatti en 83.

### SigloII
En 101 la legión XI Claudia fue trasladada a Brigetio en Panonia Inferior, con motivo de las guerras dacias de Trajano de 101-106. En 104, la legión estaba en Durostorum, Mesia Inferior, para guardar la frontera danubiana, y allí permaneció durante los siglos siguientes. La legión fue responsable, junto con las otras legiones de Mesia,  la I Italica y la V Macedonica, de la protección de las colonias griegas de Crimea, aliadas de los romanos. 
Algunas vexillationes de la XI Claudia fueron enviadas a Judea para reprimir la sangrienta rebelión de Bar Kojba entre 132 y 135.
En 193, después del asesinato de Cómodo, se alzaron varios aspirantes al trono imperial; entre ellos estaba el gobernador de Panonia Superior, Septimio Severo, quien obtuvo el apoyo de la Undécima. La XI Claudia no intervino en la marcha de Septimio sobre Roma, pero luchó con Severo, junto con la I Italica, contra su rival Pescenio Níger. Severo asedió Bizancio, cruzó las Puertas Cilicias, el actual paso de Gülek, y derrotó a Níger en la batalla de Issos. Es posible que la XI Claudia luchara igualmente durante la campaña parta del emperador Severo, conquistando la capital parta de Ctesifonte en 198.

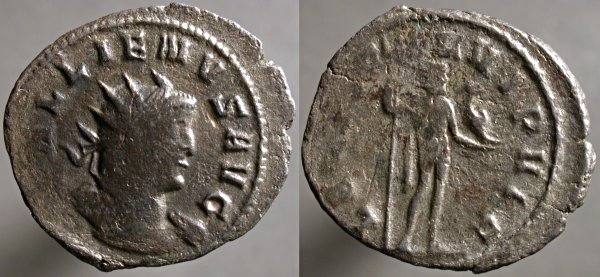
Antoniniano de Galieno dedicado a la XI Claudia como una de las VI piam VI Fidelem

### SigloIII
Durante el choque entre el emperador Galieno y el emperador del Imperio Galo Póstumo, la XI Claudia luchó por el primero, recibiendo el título de Pia V Fidelis V y Pia VI Fidelis VI («Cinco/Seis veces fiel y leal»).
En 273, la legión participó en la construcción de carreteras en la Jordania moderna. Mientras todavía acampaba en Durostorum, algunas vexillationes de la Undécima lucharon alrededor del Imperio: en 295, una unidad móvil estaba en Egipto, mientras que en 298 había otra en Mauritania.

### SiglosIVyV
Dos cristianos dentro de la legión, llamados Julio y Hesiquio fueron perseguidos por órdenes de Diocleciano en 302, en Durostorum. Aurelio Sudecencio, un soldado del destacamento occidental de la Legio XI Claudia, murió en Mauritania y fue conmemorado por una lápida en Aquilea, que data del siglo IV d. C.
Entre 395 y 425, la legión mantuvo su sede en el Danubio en Durostorum, con destacamentos del ejército de campaña bajo el Magister Militum per Gallias y bajo el Magister Militum Praesentalis II. Se desconoce el destino final de la legión posterior a esta fecha.